# 陽光之家黎明慈善夜
陽光之家黎明慈善夜（部份媒體稱為陽光之家慈善音樂會），是香港歌手黎明的個人演唱會，由香港電台及香港明愛聯合主辦，演唱會於1995年3月16日在香港體育館舉行，只演1場，收益捐給明愛醫院，用於修葺及擴建醫院設施。

## 背景

### 陽光之家

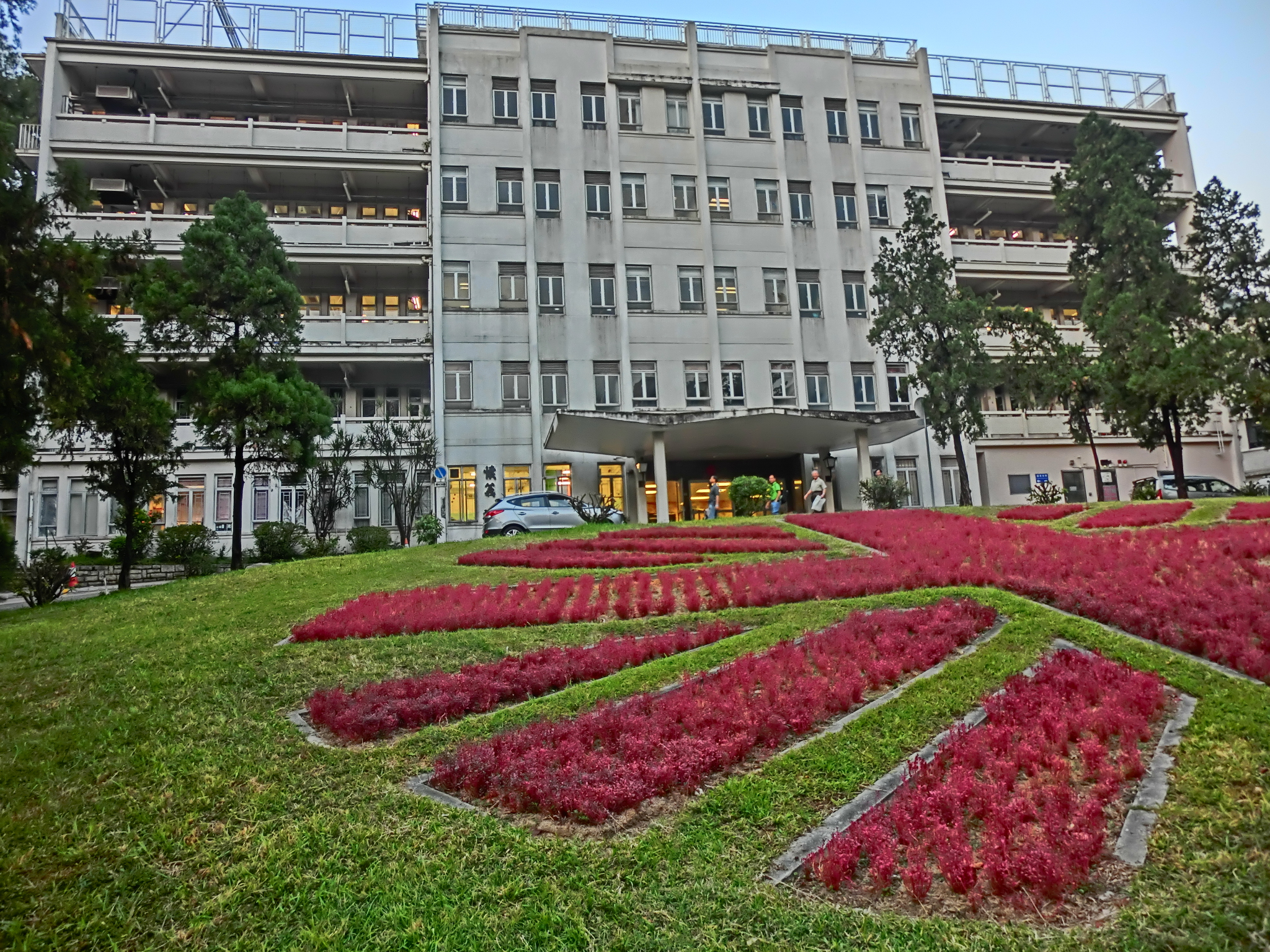
明愛醫院懷義樓（攝於2013年）

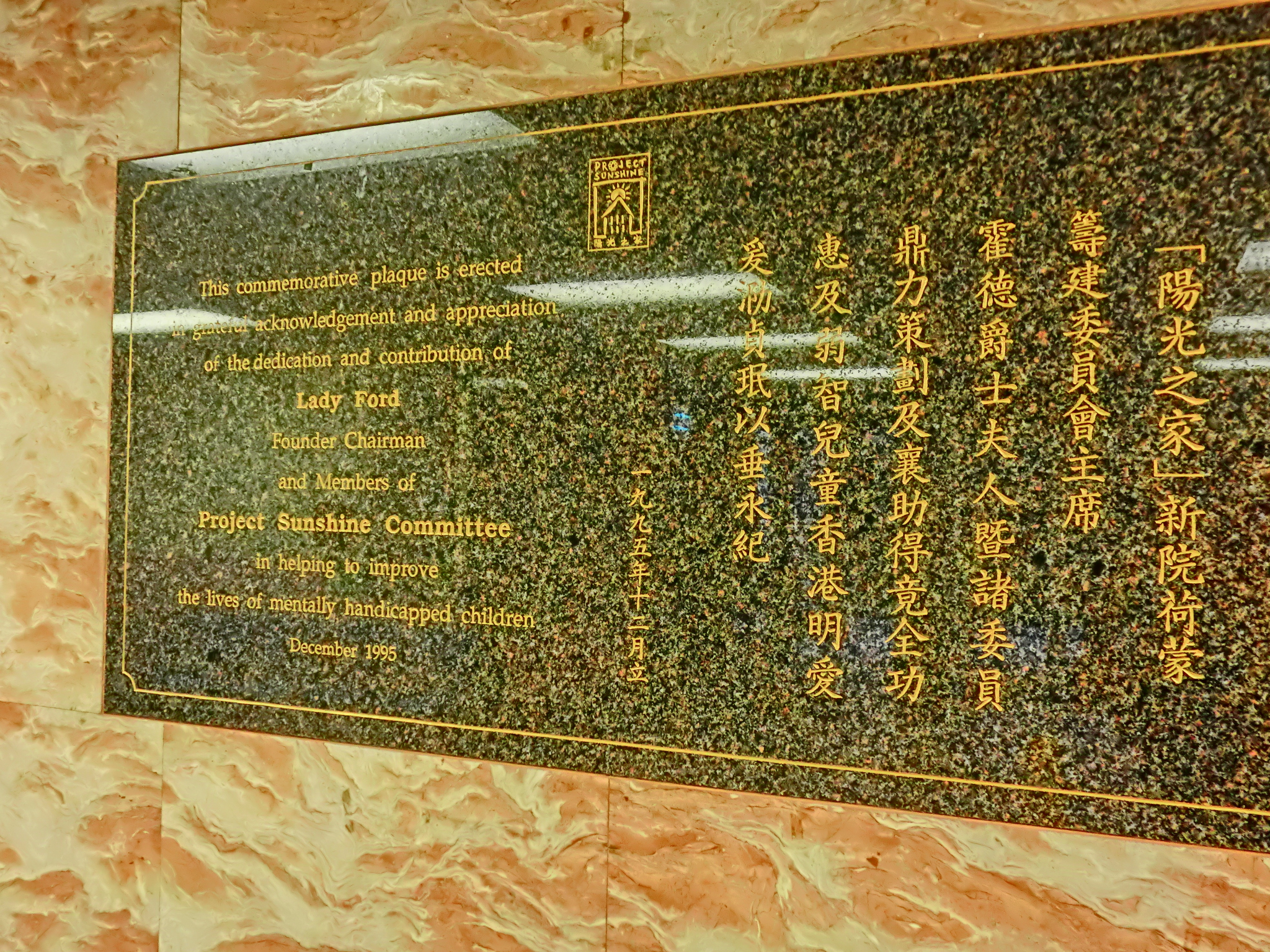
明愛醫院懷義樓的「陽光之家」牌匾（攝於2013年）

「陽光之家」位於明愛醫院懷義樓，是香港具規模的兒童發展復康部，1993年進行翻新工程，為嚴重殘障兒童提供治療、住宿及教育服務。1993年12月11日，黎明與時任廣播處長張敏儀及霍德夫人一起出席「陽光之家」啟用禮，並主持揭幕儀式，他在進行探訪活動後，認為有必要喚起更多人對這群殘疾兒童的關注，從而為他們作出適當的安排和照顧，因此與香港電台商討籌辦「陽光之家」慈善活動。

### 五毫子計劃
「五毫子計劃」是黎明於1994年6月發起的捐款概念，這個概念源自於香港當時約有六百萬人口，假如每人捐出一個小數目，例如「五毫子」（5角），便足以幫助有需要的人，《陽光之家黎明慈善夜》是「五毫子計劃」的籌款活動之一，目標是籌得300萬元港幣，用於幫助有需要的兒童及為醫院興建有上蓋的走廊。黎明表示計劃目的一方面是為「陽光之家」籌款，另一方面希望透過舉辦慈善活動，鼓勵市民大眾多做善事，將做善事的訊息延續下去。

## 製作概念
《陽光之家黎明慈善夜》由香港電台與香港明愛合辦，原定於1994年11月晚上在紅磡體育館舉行，主辦機構原本計劃借用張耀榮租用的檔期，但由於紅磡體育館臨時更改租借規例，規定演出的歌手必須是申請檔期的歌手，因此香港電台以黎明的名字重新申請演出檔期，演唱會延期至1995年3月16日舉行，主辦機構向較早前在此場館舉行演唱會的藝人汪明荃借用舞台，藉以減低製作成本捐出更多善款。演唱會由當時的財政司麥高樂擔任主禮嘉賓、曾志偉及車淑梅擔任司儀、李綺虹擔任嘉賓司儀，除了黎明的個人演唱環節，亦設有嘉賓表演及籌款遊戲環節，表演嘉賓包括徐小鳳、譚詠麟、成龍、羅家英、陳慧嫻、唐季禮、羅慧娟等，門票分為公開發售及貴賓名譽券，貴賓名譽券售價為港幣500元，只有少量座位，而公開發售的門票票價分別為港幣200元及100元。在演唱會舉行當天，黎明的歌迷會組織「黎明家族」獲安排派出50名會員拿著捐款箱作現場募捐，而香港電台在下午3時至7時及下午7時至凌晨12時，分別設立了30條及60條電話捐款熱線。電視廣播有限公司的翡翠台頻道於1995年4月2日轉播此演唱會，香港電台在轉播當天的下午7時至凌晨12時設立60條熱線讓大眾透過電話捐款。

### 歌曲編排
黎明在此演唱會中演唱了20首歌曲，當中大部份由黎明個人演唱，少部份歌曲由表演嘉賓與黎明合作演繹，演唱曲目如下：
1. 今夜妳會不會來
2. 夢
3. 順流逆流
4. 如果這是情
5. 人在邊緣
6. 笑看人生
7. 天地初開情已在
8. 情緣巴士站
9. 內疚
10. 戀戀風塵
11. 今天夜裡總下雨
12. 好想永遠這樣
13. 最後的戀愛
14. 對不起，我愛妳
15. 情緣
16. 讓我歡喜讓我憂
17. 真心英雄
18. 火舞艷陽
19. 夏日傾情
20. 那有一天不想你

## 反應及迴響
《陽光之家黎明慈善夜》約有一星期售票時間，直到演唱會舉行當天的下午，剩餘二十多個座位的門票未有售出，門票收益超過港幣三百萬元，電話捐款熱線在演唱會進行期間的兩小時內籌得約港幣五十萬元。演唱會總監明偉儀表示各界對此演唱會的反應熱烈，參與演出的嘉賓都抱着善心參與，不介意出場次序，籌得的善款數字較預期理想，他希望透過此演唱會凝聚社會為善的力量，推廣有關正確的教材給社會人士。歌迷會「黎明家族」除了在會場協助募捐，亦為每名協助演出的嘉賓分別製作一幅畫作為紀念品，象徵演唱會成功是各界人士的功勞。黎明表示此演唱會的準備時間不足，部份演出環節完全沒有綵排，導致他心情緊張和失眠，加上他當時忙著灌錄唱片及拍電影，感到疲倦，聲帶亦不受控制，不是在最佳狀態下演出，但仍然堅持現場演唱，他認為自己的表現值55分，剛好合格，同時認為現場觀眾表現理想，能夠帶動不錯的氣氛。黎明感謝嘉賓的支持，並希望市民能夠繼續捐輸，將做善事的訊息延續下去。